# Pietro Alighieri
Pietro Alighieri (Florence, 1300 – Trévise, 1364) est un magistrat et un critique littéraire italien,  le fils de Dante et de Gemma Donati.

## Biographie
En 1315, Pietro Alighieri fut exilé avec son père et ses frères Giovanni et Jacopo ; en 1321 il demeure à Ravenne avec leur père. En 1322, après la mort de ce dernier, Pietro  put rentrer à Florence, où il trouva la situation économique de la famille dévastée. C'est pour cela qu'en 1323, il voulut étudier le droit à Bologne (financé par Cangrande della Scala), où il rencontra et se lia d'amitié avec Pétrarque.
Il s'installa ensuite à Vérone, dans le palais Bevilacqua (it), où en 1335, il est connu en tant que juge, à Vicence, toujours comme juge et à Trévise où il mourut en 1364.
Son tombeau est visible dans l'église Saint-François de Trévise.

## Sources
- (it) Encyclopédie Treccani
- Notices d'autorité :   - VIAF
  - ISNI
  - BnF (données)
  - IdRef
  - LCCN
  - GND
  - Italie
  - CiNii
  - Espagne
  - Pays-Bas
  - Israël
  - NUKAT
  - Vatican
  - WorldCat